# Chironomus nuditarsis
Chironomus nuditarsis is een muggensoort uit de familie van de dansmuggen (Chironomidae). De wetenschappelijke naam van de soort is gepubliceerd in 1961 door Keyl.
Chironomus nuditarsis wordt slechts zelden met zekerheid geïdentificeerd omdat zowel de larvale stadia als de adulten zeer sterk gelijken op een tiental andere nauw verwante soorten, zogenaamde tweelingsoorten.

## Verspreiding en habitat
De soort komt in vrijwel heel Europa en enkele delen van Azië voor: in het noorden van Noordwest-Rusland en Noorwegen tot de Britse Eilanden en in het zuiden tot Italië, Spanje en het Nabije Oosten. In het oosten tot ver in Centraal-Europa, in elk geval in Tsjechië, Slowakije, Hongarije en Polen.
Uit genetische analyses blijkt dat in Vlaanderen verschillende Chironomus-soorten voorkomen. In Nederland heeft de soort zich anno 2023 minstens tien jaar zelfstandig gehandhaafd en geldt deze als oorspronkelijk Nederlandse soort.
In bepaalde erg zuurstofarme ecosystemen blijken larven van Chironomus nuditarsis, C. plumosus en C. cingulatus samen voor te komen. C. nuditarsis heeft een groot verspreidingsgebied. Hoewel er morfologisch niets van te merken is, blijkt er een grote genetische kloof te zijn tussen de Palearctische en de Vlaamse populaties. Die verschillen worden mogelijk bepaald door de ecologische omstandigheden.
In Nederland heeft de soort zijn habitat vooral in het slib van traag stromend of stilstaand eutroof, zoet water. Onderzoek in Spanje wees op een voorkeur voor niet te warm water dat rijk is aan kalk en stikstof, wat overeenkomt met de detrivore levenswijze. Daarbij past ook dat de soort zich beter dan andere dansmuggen handhaaft in zuurstofarm water beneden de thermocline. Hoewel de soort vooral in en bij ondiep water leeft, werd hij in meren tot tachtig meter diepte aangetroffen.